# إعصار الخفجي
إعصار الخفجي هو إعصار ضرب مدينة الخفجي في شمال شرق المملكة العربية السعودية في 28 أكتوبر من العام 1982 م الموافق 11 محرم 1403 هـ.